# Каваља
Каваља (итал. Cavaglià) је насеље у Италији у округу Бијела, региону Пијемонт.
Према процени из 2011. у насељу је живело 2741 становника. Насеље се налази на надморској висини од 279 м.

## Становништво
| 1936. | 1951. | 1961. | 1971. | 1981. | 1991. | 2001. | 2011. |
| ----- | ----- | ----- | ----- | ----- | ----- | ----- | ----- |
| 2.749 | 2.907 | 3.085 | 2.935 | 3.306 | 3.612 | 3.666 | 3.625 |